# Гертнер, Готфрид
Филипп Готфрид Гертнер (нем. Philipp Gottfried Gaertner, 1754—1825) — немецкий (валлонский) ботаник и миколог. Помимо семенных растений, занимался исследованием мхов.
По одной из версий, при жизни он был известен как Готфрид Гертнер (Gottfried Gaertner); имя Филипп (Philipp) было добавлено к его имени уже после его смерти по валлонской традиции (так звали его отца).
Готфрид Гертнер известен в первую очередь как один из авторов, вместе с Бернхардом Мейером (1767—1836) и Йоханнесом Шербиусом (1769—1813), работы Oekonomisch-technische Flora der Wetterau («Экономически-техническая флора Веттерау»; сокращённая форма для номенклатурного цитирования — Oekon. Fl. Wetterau). Работа была опубликована во Франкфурте в трёх томах (четырёх книгах) в 1799—1802 годах; в ней имелось достаточно большое число новых названий таксонов, авторство которых теперь обозначается как G.Gaertn., B.Mey. & Scherb. — например, Petasites hybridus G.Gaertn., B.Mey. & Scherb. (1801).
Готфрида Гертнера не следует путать с другим немецким ботаником, его современником, Йозефом Гертнером (Joseph Gärtner, 1732—1791), автором работы De fructibus et seminibus plantarum (1788—1792). Авторство Йозефа Гертнера в названиях таксонов обозначается как Gaertn., в то время как авторство Готфрида Гертнера — как G.Gaertn.